# Преа (Кунео)
Преа је насеље у Италији у округу Кунео, региону Пијемонт.
Према процени из 2011. у насељу је живело 122 становника. Насеље се налази на надморској висини од 829 м.